# Niederweiler (Hunsrück)
Niederweiler ist eine Ortsgemeinde im Rhein-Hunsrück-Kreis in Rheinland-Pfalz. Sie gehört der Verbandsgemeinde Kirchberg (Hunsrück) an.

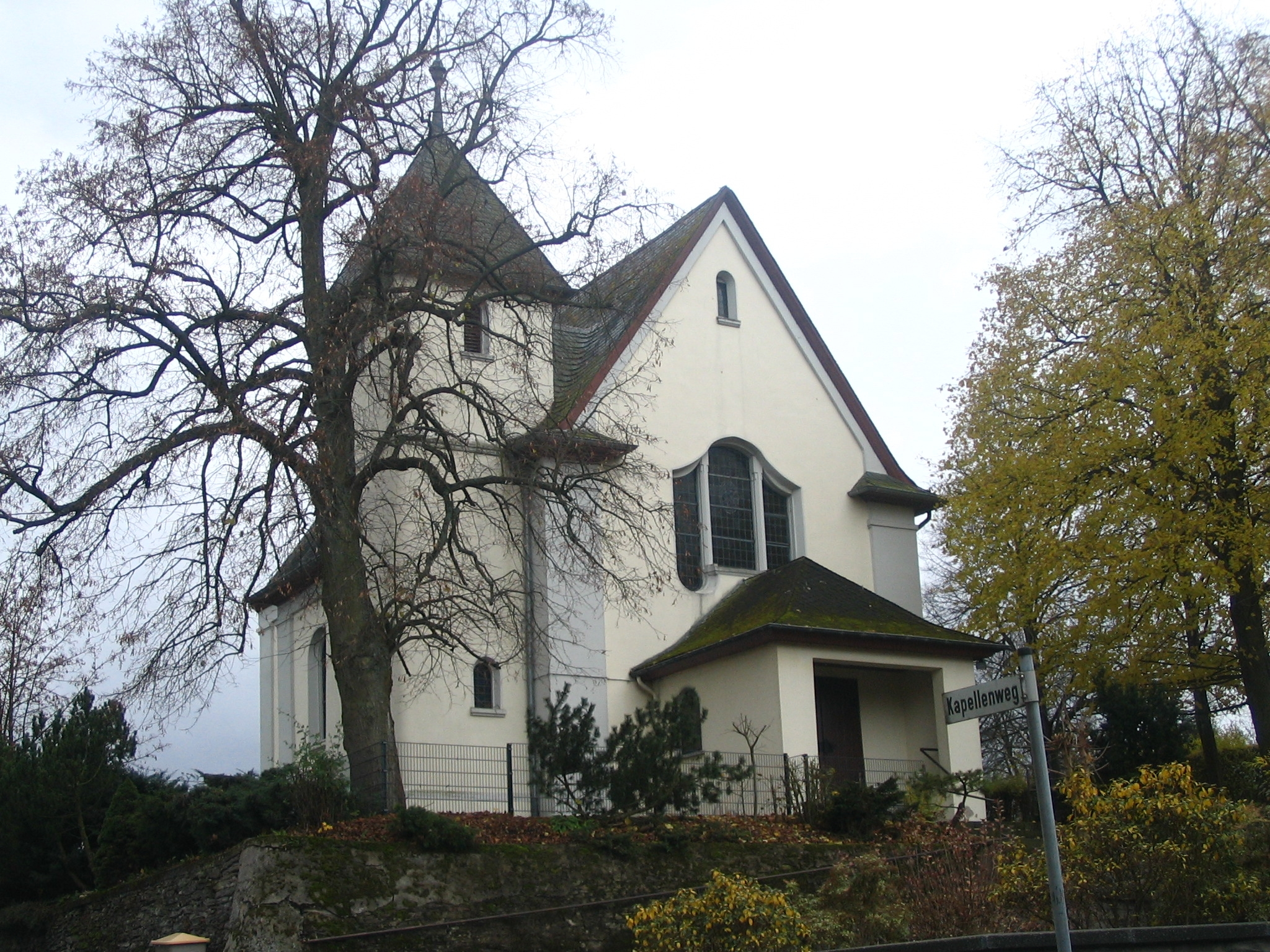
Kapelle in der Ortsmitte

## Geographie
Die landwirtschaftlich geprägte Wohngemeinde liegt im Hunsrück. Die Gemarkung umfasst eine Fläche von 4,81 km², davon 1,45 km² Wald.

## Geschichte
Römische Besiedlung am Ort ist nachgewiesen. Eine erste genaue urkundliche Erwähnung ist nicht bekannt. Mit der Besetzung des linken Rheinufers 1794 durch französische Revolutionstruppen wurde der Ort französisch, 1815 wurde er auf dem Wiener Kongress dem Königreich Preußen zugeordnet. Nach dem Ersten Weltkrieg zeitweise französisch besetzt, ist der Ort seit 1946 Teil des damals neu gebildeten Landes Rheinland-Pfalz. Bis 1969 gehörte die Gemeinde zum Landkreis Zell (Mosel).

## Politik

### Bürgermeister
Ortsbürgermeister von Niederweiler ist seit 2019 Harry Gutenberger.
Er ist Nachfolger von Volker Mähringer-Kunz.

### Wappen
Blasonierung: „In Rot eine eingeschweifte, von Blau und Gold geschachte Spitze; rechts eine silberne Urne, links zwei schräggekreuzte goldene Ähren.“
Das Schach von Blau und Gold weist auf die ehemalige Zugehörigkeit des Ortes zur Vorderen Grafschaft Sponheim hin. Die silberne Urne erinnert an keltische Ausgrabungsfunde in der Gemarkung Niederweiler. Die goldenen Ähren stehen für die überwiegend landwirtschaftliche Struktur der Ortsgemeinde.

## Bauwerke
- Römisches Grabmonument aus dem 2. Jahrhundert mit Balustradeneinfassung, 1926 freigelegt
- Katholische Kapelle, Neubau von 1914 bis 1919

Siehe auch: Liste der Kulturdenkmäler in Niederweiler